# Ауэрбах-Леви, Уильям
Уильям Ауэрбах-Леви (англ. William Auerbach-Levy; 14 февраля 1889, Брест-Литовск — 29 июня 1964, Нью-Йорк) — американский художник, гравёр, карикатурист.

## Биография
Родился в семье Якова Авербаха и Фанни Сейтлес. В 1905 вместе с семьей он эмигрировал в США. Тогда же по прибытии родители добавили к своей фамилии окончание Леви. Учился в Национальной Академии Художеств в Нью-Йорке (1905-1911). Далее продолжил своё образование в Париже в Академии Жюлиана. Вернувшись в Нью-Йорк он преподавал в Художественной Школе Образовательного Союза и в Национальной академии дизайна.
Автор нескольких книг по искусству карикатуры. Его работы, часто со знаменитостями и сценическими персонажами, охотно публиковали такие ведущие издания, как «The New Yorker», «Vanity Fair» и «American Heritage».
Его работы находятся в коллекции Чикагского Художественного Института, Бостонского Музея Изобразительного Искусства, Нью-Йоркской Публичной библиотеки, Библиотеки Конгресса, Кливлендского Художественного Музея и Колледжа Лютера.